# Thierry Boutsen
Thierry Boutsen (* 13. července 1957, Brusel) je bývalý belgický jezdec Formule 1, jeho největším úspěchem je čtvrté místo v roce 1988. Byl známý jezdeckou spolehlivostí, svůj klid osvědčil zejména na mokrých tratích.
V roce 1978 se stal mistrem Belgie v závodech Formule Ford, byl druhý v celkové klasifikaci mistrovství Evropy Formule 3 1980 a mistrovství Evropy Formule 2 1981. V roce 1983 nastoupil do seriálu Formule 1 v týmu Arrows. Během kariéry vyhrál tři závody: Grand Prix Kanady 1989, Grand Prix Austrálie 1989 a Grand Prix Maďarska 1990.
Věnoval se také závodům sportovních vozů. Vyhrál 24 hodin Daytony roku 1985, na 24 hodin Le Mans obsadil druhé místo v letech 1993 a 1996. V roce 1999 utrpěl v Le Mans vážné zranění, po němž ukončil jezdeckou kariéru. Stal se majitelem firmy Boutsen Aviation, která obchoduje s letadly, je také spolumajitelem automobilové stáje Boutsen Energy Racing, soutěžící v závodech European Le Mans Series.
V roce 1989 byl zvolen nejlepším sportovcem Belgie.

## Kariéra ve formuli 1
| Rok  | Stáj              | Umístění  | Body    |
| ---- | ----------------- | --------- | ------- |
| 1983 | Arrows            |           | 0 bodů  |
| 1984 | Arrows            | 15. místo | 5 bodů  |
| 1985 | Arrows            | 11. místo | 11 bodů |
| 1986 | Arrows            |           | 0 bodů  |
| 1987 | Benetton F1       | 8. místo  | 16 bodů |
| 1988 | Benetton          | 4. místo  | 27 bodů |
| 1989 | Williams F1       | 5. místo  | 37 bodů |
| 1990 | Williams          | 6. místo  | 34 body |
| 1991 | Ligier            |           | 0 bodů  |
| 1992 | Ligier            | 14. místo | 2 body  |
| 1993 | Jordan Grand Prix |           | 0 bodů  |